# NGC 6916
NGC 6916 est une galaxie spirale barrée située dans la constellation du Cygne. Sa vitesse par rapport au fond diffus cosmologique est de 2 917 ± 13 km/s, ce qui correspond à une distance de Hubble de 43,0 ± 3,0 Mpc (∼140 millions d'al). NGC 6916 a été découverte par l'astronome américain Lewis Swift en 1887.
La classe de luminosité de NGC 6916 est II-III et elle présente une large raie HI.
En raison d'une brillance de surface égale à 14,34 mag/am2, on peut qualifier NGC 6916 de galaxie à faible brillance de surface (LSB en anglais pour low surface brightness). Les galaxies LSB sont des galaxies diffuses (D) avec une brillance de surface inférieure de moins d'une magnitude à celle du ciel nocturne ambiant.
À ce jour, sept mesures non basées sur le décalage vers le rouge (redshift) donnent une distance de 42,757 ± 4,384 Mpc (∼139 millions d'al), ce qui est à l'intérieur des valeurs de la distance de Hubble.

## Supernova
La supernova SN 2002 cd a été découverte dans NGC 6916 le 8 avril 2002 par l'astronome amateur britannique M. Armstrong, à Rolvenden. Sa découverte fut faite sur une photographie CCD (non filtrée) prise avec un télescope Schmidt-Cassegrain de 0,35 m. D'une magnitude apparente de 17,5 au moment de sa découverte, elle était de type Ia.